# Rio Comandaí
Le rio Comandaí est un cours d'eau brésilien de l'État du Rio Grande do Sul.